# Görjefjärden
Görjefjärden är en sjö i Piteå kommun i Norrbotten och ingår i Rosån-Alterälvens kustområde. Sjön har en area på 0,0532 kvadratkilometer och ligger 1 meter över havet.

## Delavrinningsområde
Görjefjärden ingår i det delavrinningsområde (726976-176965) som SMHI kallar för Rinner mot Storfjärden. Medelhöjden är 11 meter över havet och ytan är 4,74 kvadratkilometer. Det finns inga avrinningsområden uppströms utan avrinningsområdet är högsta punkten. Avrinningsområdets utflöde mynnar i havet, utan att ha någon enskild mynningsplats. Avrinningsområdet består mestadels av skog (86 procent). Avrinningsområdet har 0,05 kvadratkilometer vattenytor vilket ger det en sjöprocent på 1,1 procent.